# Superliga Brasileira de Voleibol Feminino de 2016 - Série B
A Superliga Brasileira de Voleibol Feminino de 2016 - Série B será a terceira edição desta competição organizada pela Confederação Brasileira de Voleibol através da Unidade de Competições Nacionais. Trata-se da segunda divisão do Campeonato Brasileiro de Voleibol Feminino, a principal competição entre clubes de voleibol feminino do Brasil. Participarão do torneio seis equipes provenientes de cinco estados brasileiros.

## Equipes participantes
| Equipe                 | Cidade               | Última participação | Temporada 2015             |
| ---------------------- | -------------------- | ------------------- | -------------------------- |
| ACV Unochapecó         | Chapecó              | estreante           | -                          |
| AFAV Araraquara        | Araraquara           | estreante           | 13º (na divisão principal) |
| Cascavel/Unimed/Sensei | Cascavel             | 2015                | 4º                         |
| Fluminense             | Rio de Janeiro       | estreante           | -                          |
| São José dos Pinhais   | São José dos Pinhais | estreante           | -                          |
| Vôlei Itabirito        | Itabirito            | 2015                | 5º                         |

## Fase classificatória
As seis equipes participantes jogam em turno único contra as demais equipes e os dois primeiros colocados se classificam para a semifinal e do 3º ao 6º para as quartas.

### Classificação
- Vitória por 3 sets a 0 ou 3 a 1: 3 pontos para o vencedor;
- Vitória por 3 sets a 2: 2 pontos para o vencedor e 1 ponto para o perdedor.
- Não comparecimento, a equipe perde 2 pontos.
- Em caso de igualdade por pontos, os seguintes critérios servem como desempate: número de vitórias, razão de sets e razão de ralis.

Os dois primeiros se classificam para a semifinal e do 3º ao 6º para as quartas
|     |                        |     | Jogos | Jogos | Jogos | Resultados | Resultados | Resultados | Resultados | Resultados | Resultados | Sets | Sets | Sets   | Pontos | Pontos | Pontos |
| Pos | Equipe                 | Pts | T     | V     | D     | 3–0        | 3–1        | 3–2        | 2–3        | 1–3        | 0–3        | V    | P    | R      | V      | P      | R      |
| --- | ---------------------- | --- | ----- | ----- | ----- | ---------- | ---------- | ---------- | ---------- | ---------- | ---------- | ---- | ---- | ------ | ------ | ------ | ------ |
| 1   | AFAV Araraquara        | 15  | 5     | 5     | 0     | 4          | 1          | 0          | 0          | 0          | 0          | 15   | 1    | 15,000 | 0      | 0      | MAX    |
| 2   | Cascavel/Unimed/Sensei | 10  | 5     | 3     | 2     | 1          | 2          | 0          | 1          | 0          | 1          | 11   | 8    | 1.375  | 0      | 0      | MAX    |
| 3   | Fluminense             | 9   | 5     | 3     | 2     | 1          | 1          | 1          | 1          | 1          | 0          | 12   | 9    | 1.333  | 0      | 0      | MAX    |
| 4   | São José dos Pinhais   | 5   | 5     | 2     | 3     | 1          | 0          | 1          | 0          | 2          | 1          | 8    | 11   | 0.727  | 0      | 0      | MAX    |
| 5   | Vôlei Itabirito        | 5   | 5     | 2     | 3     | 0          | 0          | 2          | 1          | 1          | 1          | 9    | 13   | 0.692  | 0      | 0      | MAX    |
| 6   | ACV Unochapecó         | 1   | 5     | 0     | 5     | 0          | 0          | 0          | 1          | 0          | 4          | 2    | 15   | 0.133  | 0      | 0      | MAX    |

## Fase Final
Negrito - Vencedor das séries

itálico - Time com vantagem de mando de quadra

|  | Fase Classificatória (Melhor-de-3) | Fase Classificatória (Melhor-de-3) | Fase Classificatória (Melhor-de-3) |  |  | Semi-Finais (Melhor-de-3) | Semi-Finais (Melhor-de-3)  | Semi-Finais (Melhor-de-3) |  |  | Final (Jogo único) | Final (Jogo único)         | Final (Jogo único) |
|  |                                    |                                    |                                    |  |  |                           |                            |                           |  |  |                    |                            |                    |
|  |                                    |                                    |                                    |  |  | 1º                        | Voleibol Nestlé Araraquara | 2                         |  |  |                    |                            |                    |
|  | 4º                                 | São José dos Pinhais               | 2                                  |  |  | 4º                        | São José dos Pinhais       | 0                         |  |  |                    |                            |                    |
|  | 5º                                 | Vôlei Itabirito                    | 0                                  |  |  |                           |                            |                           |  |  | 1º                 | Voleibol Nestlé Araraquara | 3                  |
|  |                                    |                                    |                                    |  |  |                           |                            |                           |  |  | 3º                 | Fluminense                 | 0                  |
|  |                                    |                                    |                                    |  |  | 2º                        | Cascavel/Unimed/Sensei     | 1                         |  |  |                    |                            |                    |
|  | 3º                                 | Fluminense                         | 2                                  |  |  | 3º                        | Fluminense                 | 2                         |  |  |                    |                            |                    |
|  | 6º                                 | ACV Unochapecó                     | 0                                  |  |  |                           |                            |                           |  |  |                    |                            |                    |

## Torneio Seletivo Superliga Brasileira
As equipes desclassificadas participaram do Torneio Seletivo Superliga Brasileira de Voleibol Feminino de 2016 - Série A